# Ozorków Nowe Miasto
Ozorków Nowe Miasto – przystanek kolejowy zlokalizowany w Ozorkowie, między stacjami Chociszew i Ozorków, w pobliżu przejazdu pod wiaduktem w ciągu ulicy Konstytucji 3 Maja.

## Ruch pasażerski[1]
| Rok  | Wymiana pasażerska na dobę |
| ---- | -------------------------- |
| 2017 | 100-149                    |
| 2018 | 100-149                    |
| 2019 | 100-149                    |
| 2020 | 50-99                      |
| 2021 | 20-49                      |
| 2022 | 150-199                    |
| 2023 | 200-299                    |

## Historia
Przystanek został otwarty 2 września 2013. Budowa przystanku związana była z projektem Łódzkiej Kolei Aglomeracyjnej.